# Tobringen
Tobringen ist ein Ortsteil der Gemeinde Trebel im Landkreis Lüchow-Dannenberg in Niedersachsen. 
Das Dorf liegt südwestlich des Kernbereichs von Trebel an der B 493. Nordwestlich von Tobringen liegt das 1800 ha große Naturschutzgebiet Die Lucie.

## Geschichte
Am 1. Juli 1972 wurde Tobringen in die Gemeinde Trebel eingegliedert.